# František Listopad
František Listopad, rodným jménem Jiří Synek, v Portugalsku známý jako Jorge Listopad (26. listopadu 1921 Praha – 1. října 2017 Lisabon, Portugalsko) byl český a portugalský spisovatel, básník, esejista, kritik, překladatel, novinář, divadelní a televizní scenárista a režisér.

## Život
František Listopad byl vnuk nakladatele Adolfa Synka, starší bratr filmové scenáristky a dramaturgyně Aleny Munkové. Publikoval od roku 1938 a účastnil se táborů Mladé kultury – části Ligy pro lidská práva. Maturoval v roce 1939 a pár měsíců pracoval v Právnickém knihkupectví a nakladatelství V. Linhart strýcova přítele Václava Linharta. Po roce 1941 se podílel na domácím odboji. Po válce spoluzakládal deník Mladá fronta (MF) s úmyslem přiblížit jej tzv. novému socialismu, v němž řídil kulturní rubriku. Po válce, od října 1947, pracoval více než půl roku jako šéfredaktor časopisu PARALLÈLE 50 československého Ministerstva informací a československého velvyslanectví v Paříži, kulturně-politického levicově orientovaného týdeníku, který vycházel v Paříži na Rue Bonaparte (Bonapartově ulici). Byl součástí uskupení tzv. dynamoarchistů. V téže době studoval na FF UK estetiku a literární vědu. Po únoru 1948 se do Prahy vrátil asi na týden a na falešnou výjezdní doložku vycestoval do Francie, kde ještě chvílí pracoval pro v redakci a poté začal pracovat pro francouzský rozhlas a televizi. V roce 1959 se s manželkou a dětmi, dvojčaty, přestěhoval do Portugalska, kde žil a pracoval až do smrti. Byl mimo jiné ředitelem Národního divadla v Lisabonu a vzpomínal, že jedinou divadelní hrou, která byla za posledních 30 let Salazarova režimu zakázána na generální zkoušce, byla Noc vrahů. V Portugalsku též spoluzaložil vysokou filmovou a divadelní školu.

## Členství
- Svaz portugalských spisovatelů
- Mezinárodní PEN klub
- Obec spisovatelů

## Dílo

### Poezie
- Sláva uřknutí (1945)
- Vzduch (1948)
- Svoboda a jiné ovoce (1956)
- Černý bílý, nevím (Kolín, 1973)
- Nástroje paměti (Mnichov, 1982)
- Soukromé sklenářství v Brně (1991)
- Final Rondi (1992)
- Oprava houslí a kytar (1996)
- Krleš (1998)
- Příští poezie (2001)
- Milostná stěhování (2001)
- Rosa definitiva (2007)

### Próza
- První věta
- Malé lásky (1947)
- Jarmark
- Boj o Venezuelu (1947)
- Umazané povídky (1955)
- Zlý pes bez zahrady (1996)
- Chinatown s Rózou (2001)
- Kaninchen, ins Deutsche übersetzt von Eduard Schreiber, mit Linolschnitten von Zoppe Voskuhl, Corvinus Presse Berlin, ISBN 978-3-910172-98-2

### Eseje
- Tristan čili zrada vzdělance (Vídeň, 1954)
- Byty a prostory (Mnichov, 1958)
- Tristan z města do města (1997)

### Antologie
- Daleko blízko (1993)
- První věty (1996)

## Ocenění
- 2007 – Cena Jaroslava Seiferta
- 8. 1. 2015 – řád za zásluhy o Portugalsko a portugalskou kulturu Ordem do Infante D. Henrique stupně Grande-Oficial (GOIH)